# Shunt (electrónica)

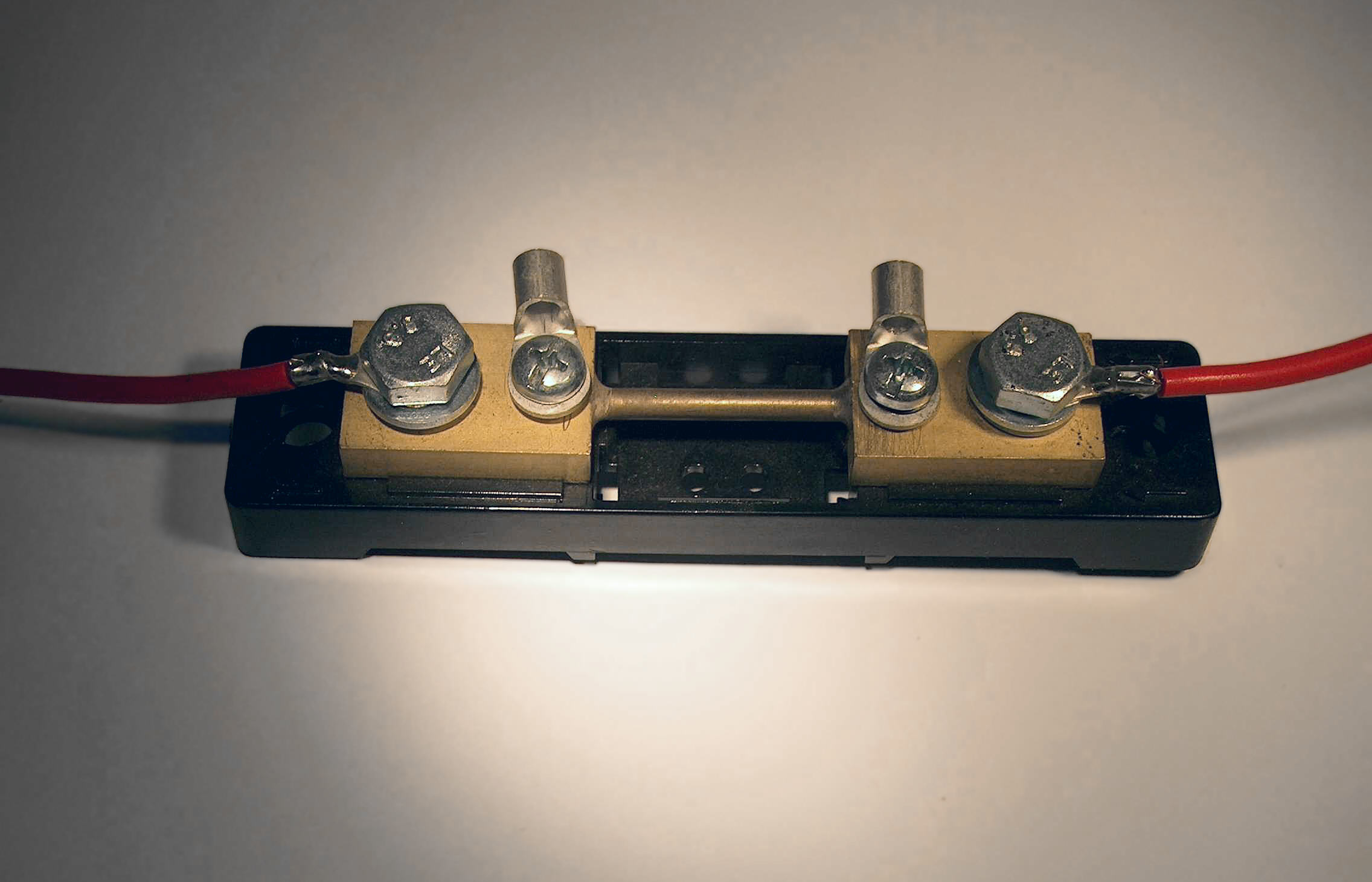
Shunt de 50A.

En electrónica, un shunt es una carga resistiva a través de la cual se deriva una corriente eléctrica. Generalmente la resistencia de un shunt es conocida con precisión y es utilizada para determinar la intensidad de corriente eléctrica que fluye a través de esta carga, mediante la medición de la diferencia de tensión o voltaje a través de ella, valiéndose de ello de la ley de Ohm (I = V/R).

## Aplicaciones
Se utilizan en los rectificadores de protección catódica para conocer la corriente que está suministrando la fuente hacia el cátodo. Su utilización es muy importante, ya que este tipo de resistencias no afectan en gran manera las lecturas y las condiciones de trabajo del sistema.

### Supresión de ruidos
Los condensadores son algunas veces usados como shunts para redirigir el ruido de alta frecuencia a tierra, evitando que se propague a la carga o hacia otro componente del circuito. Esta técnica es utilizada, por ejemplo, en los marcapasos.

### Protección del circuito
Cuando un circuito debe estar protegido de la sobretensión ante una posible falla en la fuente de alimentación, se suele emplear un dispositivo llamado circuito “crowbar". Cuando este dispositivo detecta una sobretensión causa un corto circuito entre el positivo de la fuente de alimentación y su negativo. Esto causará una bajada drástica de la tensión, protegiendo así el circuito, y un incremento de la corriente que se desviará hacia un dispositivo sensible a la corriente, como por ejemplo un fusible.

### Ampliación de medida de un amperímetro
Un shunt en paralelo con el cuadro móvil de un amperímetro permite aumentar la extensión de la medición. La intensidad a medir se reparte entre el cuadro móvil y el shunt, aumentando de este modo la capacidad de medida del aparato. El valor del shunt debe calcularse de manera que desvíe la intensidad que exceda del valor máximo que permite el amperímetro en cuestión.

## Medidas eléctricas ensuperconductores
La caracterización eléctrica de un material superconductor no puede realizarse usando un amperímetro, ya que la resistencia interna de este siempre será mayor que la del superconductor (nula por definición) y por lo tanto actuaría como elemento limitante de la corriente que puede circular a un determinado nivel de voltaje. Como la resistencia interna del amperímetro es muy baja, esta corriente normalmente superaría su límite máximo. Sería como conectarlo en cortocircuito.
La única manera de medir la corriente que circula por un superconductor es usar un shunt en serie con el superconductor, de forma que, conociendo su resistencia calibrada y el voltaje que cae en él, se obtiene la intensidad que circula por el circuito.